# کنپیتو
کنپیتو (به ژاپنی: 金平糖, コンペイトー Konpeitō) نوعی آبنبات قندی ژاپنی است که با رنگ‌های گوناگون تهیه می‌شود. ریشه لغت "konpeitō" از زبان پرتغالی و واژه Comfit است. طزر تهیه کنپیتو در اوایل قرن شانزدهم توسط تاجران پرتغالی به ژاپن معرفی شد. در آن زمان هنوز زیرساخت و فناوری پالایش شکر در ژاپن به وجود نیامده بود. از آنجائیکه مقدار زیادی شکر برای تهیه آن لازم بود قیمت آن بسیار گران بود. در سال ۱۵۶۹ لوئیس فرویس یک شیشه پر از کنپیتو را به هدف ادامه تبلیغ مبلغان مسیحیت در ژاپن به اودا نوبوناگا هدیه کرد.
در دوره میجی در فرهنگ ژاپن کنیپتو جا افتاده بود و دیگر به عنوان یک شیرینی استاندارد ژاپنی شناخته می‌شد.